# Герстнер, Франц Антон фон
Франц Антон риттер фон Герстнер (нем. Franz Anton Ritter von Gerstner, чеш. František Antonín Gerstner; ок. 1795, Прага — 1840, Филадельфия) — австрийский инженер, строитель железных дорог; стоял у истоков железнодорожного сообщения на территории Австрии и России.

## Биография
Франц Антон фон Герстнер был четвёртым ребёнком в семье пражского профессора Франца Иосифа фон Герстнера и его жены Габриэли. Мать умерла, когда Францу было 12 лет. 
Учился в Чешском политехническом институте, который был реорганизован его отцом из технического училища в 1806 году. По окончании института в 1819 году преподавал практическую геометрию и землемерное искусство в Венском политехническом институте.
Стремился реализовать проект по постройке железной дороги между Молдавой и Дунаем и для этого в 1822 году совершил поездку в Англию для изучения строившихся там первых железных дорог. По возвращении, ему удалось 7 сентября 1824 года получить концессию на 50 лет для создания и эксплуатации железной дороги между Будвейсом и Линцем. В 1825 году женился на Жозефине маркизе фон Ламболин, дочери французского эмигранта, в 1826 году снова ездил в Англию.
Регулярное движение на первом участке железной дороги между Будвейсом и Кершбаумом было открыто в 1828 году. Поскольку строительство оказалось более дорогим, чем предполагалось, то пришлось искать более экономичное решение, из-за чего Герстнер вышел из предприятия и вновь уехал в Англию в 1829 году, где паровоз уже вытеснил лошадиную тягу на железных дорогах. Результатом его участия в постройке первой австрийской железной дороги был ряд его сочинений, напечатанных в 1825—1829 годах. В 1832 и 1833 годах он напечатал издание труда своего отца: «Handbuch der Mechanik, mit Beiträgen von neuen englischen Constructionen» (Leipzig) в трёх томах, и здесь изложил результаты своих наблюдений над постройкой Ливерпуль-Манчестерской железной дороги. 
По приглашению начальника штаба Корпуса горных инженеров К. В. Чевкина от имени Горного ведомства Герстнер прибыл в августе 1834 года в Россию для обозрения Уральских горных заводов. Здесь он задумался о постройке железных дорог в России. Составив план сооружения сети железных дорог от Петербурга до Москвы и от Москвы до Нижнего Новгорода и Казани, 6 января 1835 года он представил записку императору Николаю I, в которой изложил свои соображения о строительстве железных дорог:

… нет такой страны в мире, где железные дороги были бы более выгодны и даже необходимы, чем в России, так как они дают возможность сокращать большие расстояния путём увеличения скорости передвижения…

Записка через несколько недель стала предметом рассмотрения в особом, под личным председательством императора, комитете, и хотя было единогласно признано неоспоримо полезным устройство железных дорог в России, при этом высказаны были разные сомнения в финансовом отношении. Кроме того, Герстнер в своём предложении, в числе прочих условий, требовал, «чтобы всякая железная дорога, устроенная в России в течение 20 лет без дозволения его, обращалась в его собственность, как лица, получившего привилегию» на неограниченный срок.
В начале 1835 года Ф. А. Герстнер был принят императором Николаем I. Герстнер представил царю планы строительства Царскосельской железной дороги, после этого записка Герстнера была передана императором главному управляющему путей сообщений К. Ф. Толю, который присутствовал при встрече.
Для рассмотрения предложения была создана комиссия. Комиссию возглавил М. М. Сперанский. 
Для изучения построенной Гестнером железной дороги в Австрию был отправлен офицер Корпуса инженеров путей сообщения Н. О. Крафт, который в том же 1835 году представил своё описание данной железной дороги.  
Образованный комитет по строительству признал полезным и технически возможным строительство железной дороги в России, и Ф. А. Герстнером было получено разрешение на строительство Царскосельской железной дороги. В марте 1836 года Герстнер совершил поездку в Германию, Бельгию, Францию и Англию для осмотра там железных дорог и заказа всех необходимых принадлежностей для железной дороги; затем он лично ездил в качестве машиниста на первых пробных поездах, причём получил сильный удар в грудь одним из приспособлений для управления паровозом. Указ императора Николая I о сооружении Царскосельской железной дороги был обнародован 15 апреля 1836 года. В ноябре 1836 года в ясную, но очень холодную погоду на участке между Павловском и Царским Селом был впервые испытан локомотив Хэкворта. Пробная поездка проходила в присутствии Николая I с семьёй и большого количества людей из всех классов общества. 
Финансировала строительство частная акционерная компания, основным акционером которой выступил граф А. А. Бобринский. Официальное открытие Царскосельской железной дороги состоялось 30 октября 1837 года.
В следующем году Герстнер уехал в Америку, где и умер в Филадельфии в 1840 году.

## Память о Франце Герстнере
В 1991 году вышел художественный фильм «Чокнутые» известного режиссёра Аллы Суриковой по рассказу В. Кунина, повествующий о строительстве первой в России железной дороги. Одним из героев фильма был Ф. А. Герстнер, которого играл немецкий актер Ульрих Пляйтген.
В честь 170-летия российских железных дорог 30 октября 2007 года в здании Витебского вокзала в Санкт-Петербурге был открыт памятник Ф. А. Герстнеру. Скульптура высотой 1,4 м работы С. А. Щербакова изображает Герстнера стоящим в полный рост с макетом английского паровоза «Проворный» в руках. На фасаде вокзала установлена памятная табличка, посвящённая Герстнеру, а напротив вокзала находится информационный стенд, посвящённый строительству магистрали.
В Москве 1 августа 2013 года был открыт памятник «Создателям российских железных дорог» у Казанского вокзала со статуей Герстнера среди фигур знаменитых деятелей железнодорожной отрасли России XIX века.

## Сочинения Герстнера
- Über die Vortheile der Anlage einer Eisenbahn zwischen der Moldau und Donau. — Wien, 1824.
- Bericht an die P.T. Herren Actionärs über den Stand der k. k. privilegierten Eisenbahn-Unternehmung zwischen der Moldau und Donau, vom Bauführer Franz Anton Ritter von Gerstner. — Wien, Dezember 1827.
- Über die Vortheile der Unternehmung einer Eisenbahn zwischen der Moldau und Donau. — Wien, Februar 1829.
- Handbuch der Mechanik. von Franz Joseph Ritter von Gerstner. Aufgesetzt, mit Beitr. von neuern englischen Konstruktionen vermehrt u. hrsg. von Franz Anton Ritter von Gerstner. — Wien 1831—1834
- Die innern Communicationen der Vereinigten Staaten von Nordamerika. — Wien 1842—1843 (postum erschienen). Английский перевод: Early American Railroads. Stanford university press, 1997
- Ф. А. фон Герстнер "О выгодах построения железной дороги из Санктпетербурга в Царское село и Павловск, высочайше привилегированной Его Императорским Величеством компаниею", Спб, напечатано при Императорской Академии Наук, 1836 г.
- Ф. А. фон Герстнер "Первый отчет об успехах железной дороги из Санктпетербурга в Царское село и Павловск, сооружаемой компанией акционеров на основании высочайше дарованной 21 марта 1836 года привилегии", Спб, напечатано при Императорской Академии Наук, 1836 г.
- Ф. А. фон Герстнер "Второй отчет об успехах железной дороги из Санктпетербурга в Царское село и Павловск, сооружаемой компанией акционеров на основании высочайше дарованной 21 марта 1836 года привилегии", Москва, в Университетской Типографии, выдано 6 октября 1836 г.
- Ф. А. фон Герстнер "Третий отчет об успехах железной дороги из Санктпетербурга в Царское село и Павловск, сооружаемой компанией акционеров на основании высочайше дарованной 21 марта 1836 года привилегии", Москва, в Университетской Типографии, выдано 27 февраля 1837 г.